# Pinellas County
Pinellas (anglicky: Pinellas County) je okres (county) amerického státu Florida založený v roce 1912. Správním střediskem je město Clearwater. Největším městem je St. Petersburg. Nachází se na pobřeží Mexického zálivu.

## Sousední okresy
| Růžice kompasu |                 | Pasco County |                     | Růžice kompasu |
| Růžice kompasu |                 | Sever        | Hillsborough County | Růžice kompasu |
| Růžice kompasu | Pinellas County |              | Hillsborough County | Růžice kompasu |
| Růžice kompasu | Jih             |              | Hillsborough County | Růžice kompasu |
| Růžice kompasu | Manatee County  |              |                     | Růžice kompasu |